# Place du Général-de-Gaulle (Marseille)
Pour les articles homonymes, voir Charles de Gaulle (homonymie).
La place du Général-de-Gaulle est située dans le 1er arrondissement de Marseille

## Situation et accès
La place est située au carrefour de la Canebière et de la rue Paradis, face au palais de la Bourse. Le premier projet de cette place date de 1725, mais sa réalisation ne s’effectue que vers 1778 après la démolition de l'arsenal des galères.
En 1993, un parking souterrain de 520 places est réalisé après des fouilles archéologiques préventives qui se déroulent de septembre 1992 à mai 1993 et fournissent de nombreuses données sur l'occupation primitive du site et le développement urbain de la ville.

## Origine du nom
Cette voie porte le nom du militaire, résistant, homme d'État et écrivain français Charles de Gaulle (1890-1970).

## Historique

### Antiquité
Les fouilles archéologiques ont montré la présence à cet endroit, dès l'âge du bronze, d'un marécage qui sera asséché vers le IVe siècle av. J.-C.
À l'époque romaine le site est aménagé. Une plate-forme empierrée bordée au nord par un canal a probablement servi d'aire de déchargement des navires, la rive du port se situant nettement plus à l'est de l'actuel quai des Belges.
Les fouilles ont également montré que la plage qui se développe le long du rivage à l'ouest de cette plate-forme qui a été abandonnée par suite d'envasement ; est remplacée à la fin du VIe siècle par des salines ; ces marais salants sont asséchés à partir du début du XIIe siècle.

### Moyen Âge
À la fin du XIIe siècle et au début du XIIIe siècle, la ville de Marseille possède dans sa partie méridionale une double fortification qui encadre l’actuelle rue des Fabre parallèlement à la Canebière. La muraille intérieure qui a été construite la première vers 1190, s'ouvrait par une porte dite de « La Calade » située rue de la reine Élisabeth approximativement au niveau de la place Gabriel Péri. Les vestiges d'une voie correspondant parfaitement à l'ouverture de cette porte ont été découverts place du général de Gaulle. Cette route desservait la vallée de l'Huveaune, la colline de la Garde et Saint-Victor.
Un système de collecte des eaux de surface est réalisé le long du rempart pour conduire les eaux de ruissellement dans le port. Ce canal qui a été retrouvé dans les fouilles de la place était appelé ruisseau des cuiratiers.
La mise en place de ce réseau hydraulique et de la voie de communication a permis l'urbanisation du secteur. Le long de la voie ont été reconnues les fondations de l'hôpital du Saint-Sépulcre créé à la fin du XIIe siècle et destiné à l’accueil et aux soins des pèlerins à destination de Jérusalem. Au milieu du XIIIe siècle l'hôpital se dote d'un nouveau bâtiment, mais l'ensemble périclite rapidement pour être abandonné vers 1280.
Au cours du XIIIe siècle des îlots d'habitations sont construits et prendront le nom de faubourg Sainte-Catherine qui est détruit en 1360.

### XVIIIeetXIXesiècles
La décision de réaliser une ouverture entre la rue Paradis et la Canebière est prise par une délibération du conseil municipal en date du 12 novembre 1725. La création de la place se heurtera d'une part à un autre projet qui prévoyait à cet emplacement la réalisation d'une annonerie (marché au blé) et d'autre part à des difficultés financières pour l’achat des terrains. Cette place ne fut réalisée qu’après 1784 quand fut démoli le grand pavillon de l'arsenal des galères.
Cette place était beaucoup plus petite que l’actuelle car dans sa partie sud se trouvait un îlot de maisons avec une salle de concerts. Celle-ci fut détruite sur ordre des représentants du peuple en mission (arrêté du 18 janvier 1794), parce qu’elle avait abrité une des sections des fédérés marseillais. Une telle décision sera également appliquée à d’autres monuments tels que l’abbaye de Saint-Victor. Cette destruction ébranla si fort les maisons de l’îlot qu’il fallut abattre toutes ces maisons pour cause de sécurité publique. Les terrains sont ensuite rendus aux anciens propriétaires en 1802 ; une salle de bal est alors ouverte et prend le nom de Vauxhal ou Wauxhall. Cette salle, fort mal fréquentée, ayant une toiture en forme pointu sera appelé le « pavillon chinois » ou « lou pounchu » (le pointu).
- Le marquis de Montgrand, maire de Marseille, décide en 1819 de procéder à l’agrandissement de la place. L’îlot sera acheté et le Vauxhal transféré en 1822[8].
- Le 24 juin 1841 eut lieu au niveau de la Canebière la dernière exposition au pilori. Il s'agissait du notaire Arnaud de Fabre, condamné aux travaux forcés pour escroquerie. Il sera exposé une heure avant d’être conduit au bagne de Toulon où il devait finir ses jours[9].

### Les différentes appellations
Cette place est d’abord appelée place de la Paille car elle servait, à l’arrière de l'arsenal des galères, de parc à mulets. En 1789, elle prend le nom de place Necker, en hommage au ministre né à Genève, puis en 1793 celui de place de la Liberté. En 1802, elle devient place aux Fruits à cause d'un marché aux fruits et légumes qui y est installé pour devenir ensuite place Impériale de 1803 à 1814, puis place Royale en 1814 et place de la République en 1848.
En 1857, elle prend le nom de place de la Tour en hommage au premier président et intendant de Provence, de la Tour de Glené. Elle sera place la Révolution en 1870, puis place de la Bourse de 1870 à 1970 pour à la mort du général de Gaulle prendre son nom à la suite de la délibération du conseil municipal du 16 novembre 1970.

## Bâtiments remarquables et lieux de mémoire
Cette place a d’abord été décorée en 1778 par une fontaine due au ciseau de Fossati (voir fontaine Fossati) ; elle sera transférée en 1825 sur la place des Capucines. Elle a été ensuite décorée par la statue de Pierre Puget sculptée par Henri-Édouard Lombard et déplacée en 1978 à l'extrémité du cours Pierre-Puget. Elle est ensuite ornée par le dresseur d’oursons sculpté par Louis Botinelly et qui se trouve actuellement esplanade de la Tourette. Après la création du parking, une fontaine moderne la décore.
Au no 12 se trouve un bel immeuble construit en 1786 à la suite de la démolition de l’arsenal des galères. Cette construction prend en 1818 le nom d' « hôtel des princes ». Cet immeuble fut le siège du quartier général de Bonaparte, les 22 et 23 mars 1796 quand il allait prendre le commandement de l’armée d'Italie. Au premier étage de cet immeuble se trouve un balcon en ferronnerie soutenu par deux cariatides en forme de sirènes dont il n'y a pas d’autre exemple à Marseille.